# 田子町立上郷小学校
田子町立上郷小学校（たっこちょうりつかみごうしょうがっこう）は、青森県三戸郡田子町大字山口にあった公立小学校。2022年度（閉校時点）の児童数は9名。

## 沿革
- 1876年（明治9年）3月15日 - 石亀村の民家を借用し、上郷小学として発足。
- 1881年（明治14年） - 2階建校舎新築。
- 1887年（明治20年） - 上郷簡易小学校と改称。
- 1892年（明治25年） - 遠瀬簡易小学校を併合し、上郷尋常小学校と改称。遠瀬分校設置。校舎増築。
- 1894年（明治27年） - 遠瀬分校が独立し、遠瀬尋常小学校となる。
- 1905年（明治38年）9月 - 校舎新築落成。
- 1913年（大正3年）4月 - 高等科を併置し、上郷尋常高等小学校と改称。
- 1933年（昭和8年）5月 - 校舎新築落成。
- 1941年（昭和16年）
  - 4月1日 - 国民学校令により、上郷国民学校と改称。
  - 5月18日 - 校舎焼失。
  - 5月20日 - 石亀共同作業場・杉本共同作業場・石亀物置小屋・杉本木炭倉庫等で、授業開始。
- 1945年（昭和20年）1月10日 - 新校舎に移転。
- 1947年（昭和22年）4月1日 - 学制改革により、上郷村立上郷小学校と改称。同日、上郷中学校を併置し、高等科生を中学校に移籍。
- 1949年（昭和24年）
  - 4月1日 - 併置の上郷中学校が、原中学校・関中学校と統合。
  - 12月28日 - 上郷中学校が、独立新校舎に移転完了。
- 1953年（昭和28年）3月 - 2階建4教室増築。
- 1955年（昭和30年）3月1日 - 上郷村の田子町への合併により、田子町立上郷小学校と改称。
- 1958年（昭和33年）4月20日 - 講堂新築竣工。
- 1972年（昭和47年）4月1日 - 遠瀬・関・夏坂の3小学校を統合。ただし、この時点では完全統合せず、上郷小学校◯◯校舎として存続[2]。
- 1974年（昭和49年）
  - 3月1日 - 統合校舎が完成し、落成式挙行。
  - 4月1日 - 校舎完全統合。
- 1977年（昭和52年）7月27日 - プール完成。
- 1985年（昭和60年）3月31日 - 水亦分校閉校[3]。
- 2023年（令和5年）
  - 3月31日 - 田子小学校に統合され、閉校[4]。
  - 12月5日 - 3月末に閉校した本校校舎で、地元住人が企画した校歌斉唱や廊下を全力疾走する1日限定のイベント『感謝祭』を行った[5]。

## 通学区域[6]
- 大字石亀
- 大字山口
- 大字関
- 大字夏坂
- 大字遠瀬
- 大字平成田

## アクセス
閉校時点
- 田子町コミュニティバス「新田線」・「新田・夏坂線」で、
  - 「上郷小学校前」バス停下車。
    - 「上郷小学校前」バス停に停車するのは、平日の「新田線」サンモール田子行と平日の「新田・夏坂線」の新田行のみ停車。

  - 上述の便以外のバスで来る場合は、「道前」バス停下車後、徒歩。

## 周辺
- 国道104号線（しらはぎライン）
- 青森県道・岩手県道181号道前浄法寺線

## 主な進学先
- 田子町立田子中学校

## 参考資料
- 『青森県教育史 別巻』（青森県教育委員会・1973年12月20日発行）「学校沿革 小学校」852頁「上郷小学校」（1972年の内容まで）